# Embalse de Alange
El embalse de Alange está formado por una presa de hormigón inaugurada en 1992, en las proximidades de la localidad pacense de Alange, a unos 20 km de Mérida. Está situada sobre el río Matachel, próximo a su desembocadura en el río Guadiana. Pertenece así, a la Confederación Hidrográfica del Guadiana.

## Descripción
La presa de Alange es un embalse de gravedad de 825 hm³ de capacidad. Si bien, en los últimos nueve años, la media de volumen de agua embalsada ha sido de 470 hm³ (el 55,16% del total). Ocupa una superficie de 5144 ha. Su construcción se llevó a cabo con el fin de destinar el agua a irrigaciones de cultivos cercanos a la vega del Guadiana. Cabe destacar que en marzo de 2013, después de unos meses muy lluviosos, llegó a alcanzar el máximo volumen de agua embalsada de su historia: 810 hectómetros cúbicos (98% del total) llegando incluso a desembalsar agua por seguridad.
Como curiosidad, destacar que su construcción anegó algunas casas situadas en la zona más baja de Alange así como a la pedanía de Los Pajares, perteneciente a la villa de La Zarza. Con el fin de subsanar esta problemática, se llevó a cabo el realojo de las personas afectadas en un barrio nuevo situado en la carretera de La Zarza.
En sus orillas está permitida la pesca con licencia de especies tales como la carpa, el lucio o el black bass. Este último pez encuentra un hábitat muy favorable, debido a que posee mucha vegetación sumergida.